# تاریخچه بیهوشی عمومی

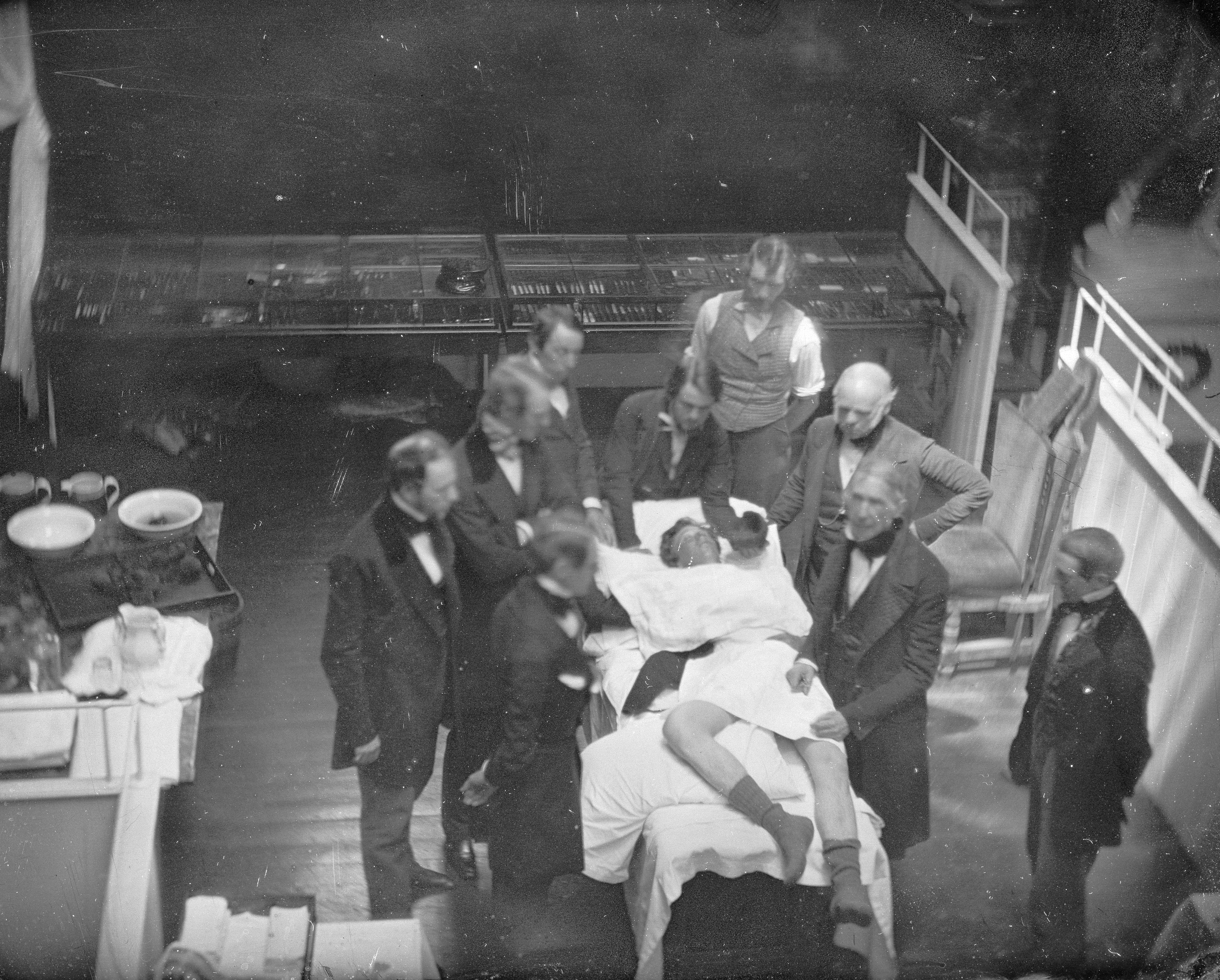
تصویر تاریخی از یک عمل جراحی اولیه با اتر که در بیمارستان عمومی ماساچوست، بوستون انجام شد. این عکس داگرئوتایپ توسط شرکت ساوت‌ورث و هاوز در ۳ ژوئیه ۱۸۴۷ گرفته شده است. دکتر جان کالینز وارن، دکتر جاناتان میسون وارن و دکتر هنری جیکوب بیگلو از جمله جراحانی هستند که در عکس به تصویر کشیده شده‌اند.

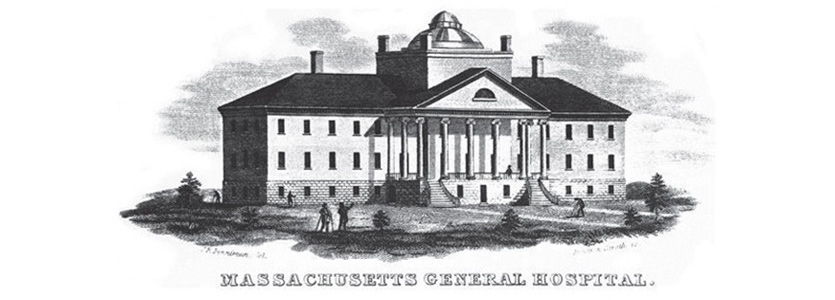
ساختمان بولفینچ، محل گنبد اتر

در طول تاریخ مکتوب، تلاش‌ها برای ایجاد حالت بیهوشی عمومی را می‌توان در نوشته‌های سومریان، بابلی‌ها، آشوری‌ها، اکدی‌ها، مصری‌ها، ایرانیان، هندی‌ها و چینی‌های باستان ردیابی کرد.
با وجود پیشرفت‌های چشمگیر در زمینه کالبدشناسی و تکنیک‌های جراحی در دوران رنسانس، جراحی همچنان به عنوان آخرین راه درمان در نظر گرفته می‌شد، عمدتاً به دلیل درد شدیدی که همراه آن بود. این امر باعث محدود شدن اقدامات جراحی به درمان شرایط تهدیدکننده زندگی شد و تکنیک‌های جراحی بر سرعت عمل تمرکز داشتند تا از میزان خون‌ریزی کاسته شود. تمامی این مداخلات با خطر بالای عوارض، به‌ویژه مرگ، همراه بودند. حدود ۸۰ درصد جراحی‌ها منجر به عفونت‌های شدید می‌شد و ۵۰ درصد بیماران یا حین جراحی یا بر اثر عوارض پس از آن جان خود را از دست می‌دادند. بسیاری از بیمارانی که خوش‌شانس بودند و زنده می‌ماندند، تا پایان عمر دچار آسیب‌های روانی می‌شدند. با این حال، اکتشافات علمی در اواخر قرن هجدهم و اوایل قرن نوزدهم زمینه را برای توسعه تکنیک‌های نوین بی‌هوشی فراهم کرد.
قرن نوزدهم مملو از پیشرفت‌های علمی در زمینه داروشناسی و فیزیولوژی بود. در دهه ۱۸۴۰، معرفی داروهای بی‌هوشی عمومی مانند دی‌اتیل اتر (۱۸۴۲)، نیتروز اکسید (۱۸۴۴)، و کلروفرم (۱۸۴۷) تحولی شگرف در بیهوش‌کننده عمومی ایجاد کرد. در اواخر قرن نوزدهم، با توسعه و به‌کارگیری روش‌های ضدعفونی‌کننده به‌دلیل نظریه میکروبی بیماری‌ها، پیشرفت‌های عمده‌ای در جراحی مدرن حاصل شد که منجر به کاهش قابل توجه میزان بیماری و مرگ‌ومیر گردید.